# Francesco Fulvio Frugoni

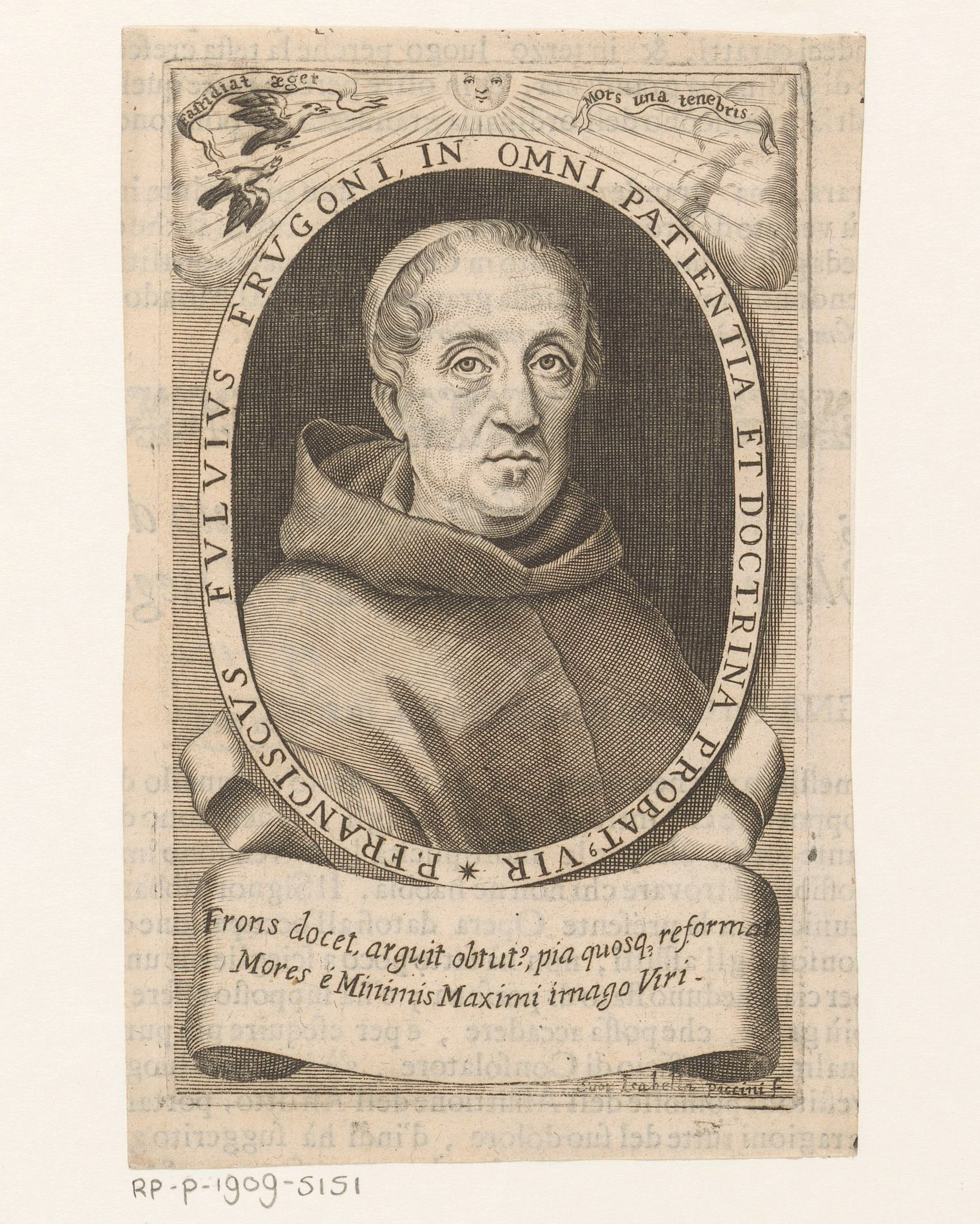
Francesco Fulvio Frugoni

Francesco Fulvio Frugoni (* 1620 in Genua; † vor 1689 in Venedig) war ein italienischer Schriftsteller. Er war ein außerordentlich produktiver und vielseitiger Autor, der den größten Teil seines Lebens in Genua, Spanien, England, den Niederlanden, Frankreich und zuletzt in der Republik Venedig verbrachte.

## Leben und Werk
Francesco Fulvio Frugoni wurde 1620 in eine Familie der nobiltà nuova in Genua geboren. Einen Teil seiner Jugend verbrachte er in Spanien bei Verwandten. Nach dem Tod seiner Eltern kehrte er nach Genua zurück. 1637 trat er in den Paulanerorden ein. Als Paulaner studierte er an den Universitäten Alcalá de Henares und Salamanca. 1639 war er wieder in Italien. Nachdem er Reden des berühmten Rhetorikers Agostino Mascardi an der Accademia degli Addormentati in Bologna gehört hatte, verfasste er das Gedicht La Guardinfanteide, Poema giocoso, das unter dem Pseudonym Flaminio Filauro 1643 in Perugia veröffentlicht wurde.
1643 trat er in den Dienst des Botschafters der Republik Genua in Spanien, Anton Giulio Brignole Sale, den er auf diplomatischen Reisen nach England und in die Niederlande begleitete. Er war weiterhin literarisch tätig und veröffentlichte einige Schriften.
Ab 1652 war er regelmäßig Gast im Haus Spinola und trat schließlich in den Dienst von Aurelia Spinola, Herzogin von Valentinois und Witwe von Ercole Grimaldi, dem Sohn von Onorato II., Fürst von Monaco. Er wurde der geistliche und politische Berater der Herzogin.
1653 und 1655 schrieb er zwei Opern. Das 1655 produzierte Musikdrama hatte den Titel „Le vittorie di Minerva overo la virtù: gran balletto di madama la duchessa di Valentinese danzato in Monaco l'anno 1655“. 1661 veröffentlichte er das stark autobiografisch eingefärbte Buch „Vergine parigina“, was zum Bruch mit dem Hause Spinola führte. Er wurde aus Genua ausgewiesen und begab sich nach Paris.
Die letzten Jahre seines Lebens verbrachte er in Turin und in Venedig, wo er in den Salons des Adels verkehrte. Er starb vor 1689. Sein letztes Werk, Cane di Diogene, wurde postum 1687–1689 in Venedig veröffentlicht.  Außer diesem siebenbändigen Opus magnum schrieb er Theaterstücke, Musikdramen, Ballette, moralisierende Porträts, religiöse Literatur, historische und heroisch-komische Romane und Gedichte.
Frugoni war lange ein vergessener Autor, erst mit dem wachsenden Interesse an der Barockliteratur in der jüngeren Vergangenheit wurde er wiederentdeckt.

## Ritratti critici
Die Ritratti critici folgen einer Tradition in Kunst und Literatur, in der die Schwächen und Laster der Menschen durch Personifikationen verdeutlicht werden. Personifikationen kommen auch im Hauptwerk des Autors Il cane di Diogene (= der Hund des Diogenes) vor. Sie dienen dazu, die pessimistische Weltsicht des Autors, seine moralischen Bestrebungen und sein Urteil über den Zustand der Welt auszudrücken. Das dreibändige Werk Ritratti critici hat eine  symmetrische Struktur. In fünf Abteilungen werden 25 Porträts von lasterhaften Menschen entworfen. Er bezieht sich dabei auf Themen in den philosophisch-literarischen Diskursen, wie sie im 17. Jahrhundert weit verbreitet waren. Auch die Paragone-Debatte der Zeit findet ihr Echo in seinem Werk. In der Debatte, welcher von den Künsten, Malerei oder Dichtung, der Vorrang gebührt, schlägt er sich auf die Seite der Dichter. Nur die Dichtung sei in der Lage, in die Tiefe der Seele vorzudringen und sie offenzulegen.

## Werke (Auswahl)
- La Vergine parigina. Venedig 1661.
- Del sagro Trimegisto descritto nella vita di S. Massimo vescovo di Riez. Zapatta, Turin 1666.
- Candia angustiata. Combi & La Noù, Venedig 1669.
- De’ Ritratti critici. Combi & La Noù, Venedig 1669.
- L’Heroina intrepida ovvero la Duchessa del Valentinese. Venedig 1673.
- L’epulone: opera melo-dramatica esposta, con le prose morali-critiche. Combi & La Noù, Venedig. 1675.
- I fasti del miracoloso s. Francesco di Paula. Maietta, Venedig und Mailand, 1681.
- Del cane di Diogene. Bosio, Venedig 1687–1689.